# キリル・コムバロフ
キリル・ウラディミロヴィチ・コムバロフ（ロシア語: Кирилл Владимирович Комбаров, ラテン文字転写: Kirill Vladimirovich Kombarov, 1987年1月22日 - ）は、ロシア・モスクワ出身の元サッカー選手。現役時代のポジションは攻撃的MF、右ウィングバック。双子の兄弟ドミトリ・コムバロフもサッカー選手。

## 来歴
アレクサンドル・モストヴォイにも例えられる才能の持ち主。FCディナモ・モスクワではドミトリと共に主力として活躍した。
2010年8月、兄弟ともにFCスパルタク・モスクワへの移籍が決定した。
2016年6月26日、FCトム・トムスクと2年契約を結んだことが発表された。